# Charley nénje
A Charley nénje (Charley's Aunt) Brandon Thomas 1892-es bohózata három felvonásban.

## Cselekmény
A két oxfordi egyetemistának, Charley-nak és Jacknek égetően szükségük van kísérőre a barátnőikkel, Amyvel és Kittyvel tervezett randevújukhoz. Amikor a kinézett Donna Lucia d'Alvadorez, Charley nagynénje Brazíliából nem érkezik meg időben, ők ráveszik barátjukat, Lord Fancourt Babberlyt ("Babbs"), hogy játssza el nőnek álcázva annak szerepét. Az ebből a transzvesztitizmusból fakadó helyzetkomikum az, ami annyira vonzóvá teszi a darabot.

## Fogadtatása
A premier 1892. február 29-én a Theatre Royalban, Bury St Edmundsban volt, s azóta már több mint 1500 előadásban. A darabot Londonban először 1892. december 2-án, a New York-i Broadwayn pedig 1893 októberében mutatták be, ahol azután négy évig ment.
A német nyelvű premierre 1893. szeptember 18-án, a berlini Adolf-Ernst-Theaterben (a későbbi Thalia-Theater), Guido Thielscherrel a főszerepben került sor. 1893 novemberében a színi együttest meghívták a potsdami Új Palotába, hogy előadják a császárnak darabjukat, amely egész Berlint megnevettette. Maximilian Harden kritikus cikket írt erről a vendégjátékról. 1896. augusztus 15-én ünnepelte a darab 450. születésnapját. A darabot először 1894-ben adták elő Bécsben. 1911-ben Leo Melitz a darabot felvette kortárs drámai kalauzába mint az egyik leggyakrabban játszott darabot Németországban. Az 1920-as években még a berlini Deutsches Theaterben is bemutatták Max Reinhardt rendezésében, Werner Krauss-szal a címszerepben.
A darab a transzvesztitaszerepek meglehetősen tartós hullámát indította el. Ugyanakkor a századforduló táján nagy figyelmet fordítottak a homoszexualitásra, a transzvesztizmusra és Magnus Hirschfeld köztes elméletére (Szexológia – Történelem). 1901-ben a Vom Weibmann auf der Bühne című cikkében a szexuális köztes stádiumok évkönyvében egy csak kezdőbetűiről ismert orvos többek között azokról a férfiakról beszélt, akik évek óta tartó munkanélküliség és rágalmazás után hirtelen jó jövedelmet tudtak szerezni női ruházatban. Hirschfeld számos olyan esetet ír le az 1910-es években, amikor a férfiak csak egy ilyen rockszerep láttán kérdőjelezték meg saját szexualitásukat. Több olyan anekdotát is elmesél, amelyekben női ruhás férfiakat állítottak meg a rendőrök az utcán, és miután azt állították, hogy egy rockroll produkcióban vesznek részt, zavartalanul sétálhattak tovább. A darab anyagából tucatnyi variációt írtak, amelyeket kisebb-nagyobb színpadokon játszottak, és csak az 1910-től 1914-ig tartó években (legalább) 36 (még azonosítható) rockroll film került a német piacra.
1948-tól 1950-ig a Frank Loesser és George Abbott által írt zenés változat Hol van Charley? címen futott, amelyet 1952-ben forgattak le. A musical német nyelvű premierje 1960. november 25-én volt Wo ist Charley? címmel, az Ulmi Színházban.
Operettként a darabot zeneileg Ernst Fischer instrumentális darabjaival dolgozták át, és ennek megfelelő változatát dialógusokkal és szövegekkel a szintén rendező Dominik Wilgenbus készítette. Premierje 2014. január 4-én a müncheni Künstlerhausban volt.
A Charley nénje a világ egyik legismertebb vígjátéka, és több mint száz nyelvre fordították le.

## Filmadaptációk
A darabot többször leforgatták, először 1915-ben némafilmként Oliver Hardy főszereplésével, 1925-ben pedig Sydney Chaplinnel, Charlie Chaplin testvérével. 1930-ban jelent meg egy hangosfilm Charles Ruggles, 1934-ben pedig egy német hangosfilm Erik Ode főszereplésével.
A darab brit paródiája 1940-ben jelent meg Charley nagyszívű nénje címmel. Az angol nyelvterület legismertebb filmadaptációja egy évvel később jelent meg, Jack Benny komikussal a címszerepben.
Az 1955-ös filmadaptációk Heinz Rühmann-nal Charley nénje (1956) és 1963-ból Peter Alexanderrel Charley nénje (1963) a címszereplők nagyon jól ismertek a német nyelvterületeken. 1954 decemberében az NWDR sugározta Charley nénjét a kölni Millowitsch Színházból, a Willy és Lucy Millowitsch testvérekkel a főszerepekben. Egy másik, a televízió számára készült színházi produkcióban Jörg Pleva játszotta a főszerepet. A rendező, Sönke Wortmann 1996-ban a darabot a televíziónak is leforgatta, Thomas Heinze főszerepében (Charley nénje). Már 1934-ben készült egy korai filmadaptáció, Robert A. Stemmle rendezésében, Paul Kemppel a címszerepben.
1975-ben készült egy szovjet televíziós adaptáció, amely hatalmas sikert aratott.

## Történelmi rádiójáték
1925. október 20-án a NORAG (Hamburg) rádiójátékként élőben közvetítette a darabot, a felvétel lehetősége nélkül. Ernst Pündter rendezte.
Az előadók a következők voltak:
- Karl Pündter: Sir Francis Chesney ezredes
- Ernst Pündter: Stephan Spittigue, ügyvéd Oxfordban
- Hans Freundt: Charley Wykeham, oxfordi diák
- Hans Steffahn: Jack Chesney
- Eduard Geerts: Lord Fanchurt Babberley, oxfordi diák (a „hamis” néni)
- John Walter: Dasset, factotum az egyetemen
- Lotte Schloß: Donna Lucia d' Alvadorez, Charley nénje
- Förster Éva: Anny, Spittegue unokahúga
- Edith Scholz: Kitty Verdun, Spittegue ápolónője
- Eva Buschmann-Haase: Ella Delahay, árva lány

## Színészek a címszerepben (válogatás)
A Charley nénjének címszerepében – többek közt – a következő színészek játszottak: Axel von Ambesser, Leon Askin, Albert Bassermann, Curt Bois, Bodrogi Gyula, Gino Bramieri, Lando Buzzanca, Sydney Chaplin, Hans Clarin, Sir Noël Coward, Will Dohm, Fernandel, Gerhard Friedel, José Ferrer, Sir John Gielgud, Boy Gobert, Gustaf Gründgens, Sir Alec Guinness, Sir Rex Harrison, OE Hasse, Erkki Hopf (Ohnsorg Színház 2010), Leslie Howard, Emil Jannings, Paul Kemp, Viktor de Kowa, Werner, The Krao Lininio Macario, Markus Majowski, Heinz Marecek, Herbert Mensching, Willy Millowitsch, Sir John Mills, W. S. Penley (világpremier), Jörg Pleva, Freddy Quinn, Charles Ruggles, Heinz Rühmann, Tulsten Schemmel, Carl-Heinz Schroth Soleng, Guido Thielscher (német nyelvű premier), Brandon Thomas, Ugo Tognazzi.

## Fordítás
- Ez a szócikk részben vagy egészben  a   Charleys Tante című német Wikipédia-szócikk ezen változatának fordításán alapul.  Az eredeti cikk szerkesztőit annak laptörténete sorolja fel. Ez a jelzés csupán a megfogalmazás eredetét és a szerzői jogokat jelzi, nem szolgál a cikkben szereplő információk forrásmegjelöléseként.